# Miejsca Ziemi Świętej (seria monet)
Miejsca Ziemi Świętej (hebr. אתרי ארץ הקודש, atarej erec ha-kodesz) – seria monet obejmująca izraelskie srebrne i złote monety kolekcjonerskie emitowane przez Bank Izraela w latach 1982–1990, które przedstawiają znane miejsca z Ziemi Świętej. Mają one status legalnego środka płatniczego, a dystrybuowane są przez Israel Coins and Medals Corporation (ICMC). Pierwsza moneta z serii została wybita w 1982 roku. Emisja serii obejmuje okres szekla i nowego szekla.

## Lista monet w serii

### Szekel
Monety tej serii emitowane były w srebrze (próby 850) o nominałach ½ ILR i 1 ILR, a także złocie (próby 900) o nominale 5 ILR. Rozmiary monet są ujednolicone, półszeklowe mają średnicę 23 mm, jednoszeklowe 30 mm, a pięcioszeklowe 22 mm. Waga również była ujednolicona dla wszystkich monet 7,2 g (½ ILR), 14,4 g (1 ILR), 8,63 g (5 ILR). Seria zawiera walory wybijane stemplem zwykłym (gwiazda Dawida) oraz stemplem lustrzanym (litera mem - מ). Na rewersach znajdują się przedstawienia graficzne tematyki monet, opis miejsca w językach hebrajskim i angielskim. Na wszystkich awersach widnieje nominał, nazwa waluty w językach hebrajskim i angielskim, nazwa państwa w językach arabskim, hebrajskim i angielskim, herb Izraela, znak menniczy, rok emisji według kalendarza żydowskiego i gregoriańskiego. Wszystkie monety serii mają kształt dwunastokąta foremnego.
Mennice: Swissmint – Berno; Mennica Bawarska – Monachium; Kanadyjska Mennica Królewska – Ottawa; Francuska Mennica Państwowa – Paryż; Mennica Państwowa Badenii-Wirtembergii – Stuttgart.
| Odm. | Moneta         | Rok emisji | Nominał | Stop   | Średnica (mm) | Masa (g) | Znak mennicy | Stempel   | Mennica                                | Nakład | Nr Krause | Wizerunek   |
| ---- | -------------- | ---------- | ------- | ------ | ------------- | -------- | ------------ | --------- | -------------------------------------- | ------ | --------- | ----------- |
| 1    | Kumran         | 1982       | ½ ILR   | Ag 850 | 23            | 7,2      | ✡            | zwykły    | Francuska Mennica Państwowa            | 15151  | KM# 121   | AwersRewers |
| 2    | Kumran         | 1982       | 1 ILR   | Ag 850 | 30            | 14,4     | מ            | lustrzany | Mennica Bawarska                       | 9000   | KM# 122   | AwersRewers |
| 3    | Kumran         | 1982       | 5 ILR   | Au 900 | 22            | 8,63     | מ            | lustrzany | Mennica Bawarska                       | 4927   | KM# 125   | AwersRewers |
|      |                |            |         |        |               |          |              |           |                                        |        |           |             |
| 1    | Herodion       | 1983       | ½ ILR   | Ag 850 | 23            | 7,2      | ✡            | zwykły    | Mennica Bawarska                       | 11044  | KM# 126   | AwersRewers |
| 2    | Herodion       | 1983       | 1 ILR   | Ag 850 | 30            | 14,4     | מ            | lustrzany | Mennica Bawarska                       | 10372  | KM# 128   | AwersRewers |
| 3    | Herodion       | 1983       | 5 ILR   | Au 900 | 22            | 8,63     | מ            | lustrzany | Mennica Bawarska                       | 4346   | KM# 132   | AwersRewers |
|      |                |            |         |        |               |          |              |           |                                        |        |           |             |
| 1    | Dolina Cedronu | 1984       | ½ ILR   | Ag 850 | 23            | 7,2      | ✡            | zwykły    | Francuska Mennica Państwowa            | 7538   | KM# 140   | AwersRewers |
| 2    | Dolina Cedronu | 1984       | 1 ILR   | Ag 850 | 30            | 14,4     | מ            | lustrzany | Mennica Państwowa Badenii-Wirtembergii | 6798   | KM# 141   | AwersRewers |
| 3    | Dolina Cedronu | 1984       | 5 ILR   | Au 900 | 22            | 8,63     | מ            | lustrzany | Swissmint                              | 2601   | KM# 142   | AwersRewers |
|      |                |            |         |        |               |          |              |           |                                        |        |           |             |
| 1    | Kafarnaum      | 1985       | ½ ILR   | Ag 850 | 23            | 7,2      | ✡            | zwykły    | Francuska Mennica Państwowa            | 6010   | KM# 152   | AwersRewers |
| 2    | Kafarnaum      | 1985       | 1 ILR   | Ag 850 | 30            | 14,4     | מ            | lustrzany | Mennica Państwowa Badenii-Wirtembergii | 6220   | KM# 153   | AwersRewers |
| 3    | Kafarnaum      | 1985       | 5 ILR   | Au 900 | 22            | 8,63     | מ            | lustrzany | Swissmint                              | 2633   | KM# 154   | AwersRewers |

### Nowy szekel
Monety tej serii emitowane były w srebrze (próby 850) o nominałach ½ ILS i 1 ILS, a także złocie (próby 900) o nominale 5 ILS. Rozmiary monet są ujednolicone, półszeklowe mają średnicę 23 mm, jednoszeklowe 30 mm, a pięcioszeklowe 22 mm. Waga również była ujednolicona dla wszystkich monet 7,2 g (½ ILS), 14,4 g (1 ILS), 8,63 g (5 ILS). Seria zawiera walory wybijane stemplem zwykłym (gwiazda Dawida) oraz stemplem lustrzanym (litera mem - מ). Na rewersach znajdują się przedstawienia graficzne tematyki monet, opis miejsca w językach hebrajskim i angielskim. Na wszystkich awersach widnieje nominał, nazwa waluty w językach hebrajskim i angielskim, nazwa państwa w językach arabskim, hebrajskim i angielskim, herb Izraela, znak menniczy, rok emisji według kalendarza żydowskiego i gregoriańskiego. Wszystkie monety serii mają kształt dwunastokąta foremnego.
Mennice: Swissmint – Berno; Kanadyjska Mennica Królewska – Ottawa; Francuska Mennica Państwowa – Paryż; Mennica Państwowa Badenii-Wirtembergii – Stuttgart; Królewska Mennica Holenderska – Utrecht.
| Odm. | Moneta              | Rok emisji | Nominał | Stop   | Średnica (mm) | Masa (g) | Znak mennicy | Stempel   | Mennica                                | Nakład | Nr Krause | Wizerunek   |
| ---- | ------------------- | ---------- | ------- | ------ | ------------- | -------- | ------------ | --------- | -------------------------------------- | ------ | --------- | ----------- |
| 1    | Akka                | 1986       | ½ ILS   | Ag 850 | 23            | 7,2      | ✡            | zwykły    | Królewska Mennica Holenderska          | 6224   | KM# 168   | AwersRewers |
| 2    | Akka                | 1986       | 1 ILS   | Ag 850 | 30            | 14,4     | מ            | lustrzany | Mennica Państwowa Badenii-Wirtembergii | 6117   | KM# 169   | AwersRewers |
| 3    | Akka                | 1986       | 5 ILS   | Au 900 | 22            | 8,63     | מ            | lustrzany | Swissmint                              | 2800   | KM# 170   | AwersRewers |
|      |                     |            |         |        |               |          |              |           |                                        |        |           |             |
| 1    | Jerycho             | 1987       | ½ ILS   | Ag 850 | 23            | 7,2      | ✡            | zwykły    | Francuska Mennica Państwowa            | 7590   | KM# 180   | AwersRewers |
| 2    | Jerycho             | 1987       | 1 ILS   | Ag 850 | 30            | 14,4     | מ            | lustrzany | Mennica Państwowa Badenii-Wirtembergii | 8196   | KM# 181   | AwersRewers |
| 3    | Jerycho             | 1987       | 5 ILS   | Au 900 | 22            | 8,63     | מ            | lustrzany | Kanadyjska Mennica Królewska           | 4000   | KM# 182   | AwersRewers |
|      |                     |            |         |        |               |          |              |           |                                        |        |           |             |
| 1    | Cezarea             | 1988       | ½ ILS   | Ag 850 | 23            | 7,2      | ✡            | zwykły    | Francuska Mennica Państwowa            | 5865   | KM# 188   | AwersRewers |
| 2    | Cezarea             | 1988       | 1 ILS   | Ag 850 | 30            | 14,4     | מ            | lustrzany | Mennica Państwowa Badenii-Wirtembergii | 6560   | KM# 189   | AwersRewers |
| 3    | Cezarea             | 1988       | 5 ILS   | Au 900 | 22            | 8,63     | מ            | lustrzany | Kanadyjska Mennica Królewska           | 3454   | KM# 190   | AwersRewers |
|      |                     |            |         |        |               |          |              |           |                                        |        |           |             |
| 1    | Jafa                | 1989       | ½ ILS   | Ag 850 | 23            | 7,2      | ✡            | zwykły    | Mennica Państwowa Badenii-Wirtembergii | 4940   | KM# 202   | AwersRewers |
| 2    | Jafa                | 1989       | 1 ILS   | Ag 850 | 30            | 14,4     | מ            | lustrzany | Mennica Państwowa Badenii-Wirtembergii | 4844   | KM# 203   | AwersRewers |
| 3    | Jafa                | 1989       | 5 ILS   | Au 900 | 22            | 8,63     | מ            | lustrzany | Kanadyjska Mennica Królewska           | 2402   | KM# 204   | AwersRewers |
|      |                     |            |         |        |               |          |              |           |                                        |        |           |             |
| 1    | Jezioro Galilejskie | 1990       | ½ ILS   | Ag 850 | 23            | 7,2      | ✡            | zwykły    | Mennica Państwowa Badenii-Wirtembergii | 4346   | KM# 209   | AwersRewers |
| 2    | Jezioro Galilejskie | 1990       | 1 ILS   | Ag 850 | 30            | 14,4     | מ            | lustrzany | Mennica Państwowa Badenii-Wirtembergii | 4735   | KM# 210   | AwersRewers |
| 3    | Jezioro Galilejskie | 1990       | 5 ILS   | Au 900 | 22            | 8,63     | מ            | lustrzany | Kanadyjska Mennica Królewska           | 1935   | KM# 211   | AwersRewers |